# Marcel Neumann
Marcel Neumann (ur. 5 maja 1915) – luksemburski pływak, uczestnik Letnich Igrzysk Olimpijskich 1936 w Berlinie.
Startował w konkurencji 100 m stylem grzbietowym podczas igrzysk olimpijskich w 1936 roku. Zajął ostatnie, 6. miejsce w swoim wyścigu eliminacyjnym z czasem 1:18,8. Wziął również udział w sztafecie 4 × 200 m stylem dowolnym. Razem z zespołem odpadł w eliminacjach, osiągając czas 10:59,8.